# Komovi
Komovi - pasmo górskie w Górach Dynarskich. Położone jest w Czarnogórze, między rzekami Lim, Tara i Drcka oraz pasmem Prokjetije. Leży w południowo-wschodniej części Czarnogóry. Należy do jednych z najwyższych rejonów Gór Dynarskich.
Szczyty:
- Kom Kučki - 2487 m,
- Stari Vrh - 2483 m,
- Kom Ljevoriječki - 2469 m,
- Kom Vasojeviči - 2460 m,
- Rogamski Vrh - 2303 m,
- Bavan - 2252 m,
- Suvovrh - 2211 m,
- Surdup - 2182 m.